# ロジャー・C・カーメル
ロジャー・C・カーメル （Roger C. Carmel、1932年9月27日 - 1986年11月11日） は、アメリカ合衆国の俳優、声優、コメディアン。

## 人物
ニューヨークブルックリン区出身。父親は医者。妹がいる。ブラウン大学卒業。
1986年11月11日に自宅のあるアパートの廊下で死んでいるのが発見された。死因は肥大型心筋症。墓はニューヨーククイーンズ区にある。

## 出演作品

### 映画
- 女優志願 Stage Struck(1958)
- さよならチャーリー Goodbye Charlie(1964)
- 恋するパリジェンヌ The Art of Love(1965)
- アルバレス・ケリー Alvarez Kelly (1966)
- サイレンサー/沈黙部隊 The Silencers(1966)
- 泥棒貴族 Gambit(1967) - ラム
- 類人猿捜索隊 Skullduggery(1970)
- マイラ Myra Breckinridge(1970)
- 愛のそよ風 Breezy(1973)
- ランナウェイ Thunder and Lightning(1977)
- 底抜け再就職も楽じゃない Hardly Working(1980)

### テレビ映画
- 誘惑の行方 Anatomy of a Seduction(1979)

### テレビドラマ
- 宇宙大作戦 Star Trek(1966 - 1967) - ハリー・マッド
- 怪鳥人間バットマン Batman(1968)
- バナチェック登場 Banacek(1972)
- ハーディ・ボーイズ・ナンシー・ドゥルー・ミステリーズ The Hardy Boys/Nancy Drew Mysteries(1977)

### テレビアニメ
- まんが宇宙大作戦 Star Trek: The Animated Series(1973) - ハリー・マッド
- 戦え!超ロボット生命体トランスフォーマー The Transformers(1985 - 1986) - モーターマスター、ブルーティカス、アブダル・ベン・ファイザル
- The Glo Friends(1986)
- 科学少年J.Q Jonny Quest(1986)
- ディズニー劇場 ガミー・ベアの冒険 The Gummi Bears(1986)  - タックス・フォード卿（2代目）
- 戦え!超ロボット生命体トランスフォーマー2010 The Transformers Season 3(1986) - サイクロナス（初代）、ユニクロン、モーターマスター、ブルーティカス、クインテッサ星人2
- CBS Storybreak(1987)
- ダックテイルズ DuckTales(1987) - スルタン

### 劇場アニメ
- トランスフォーマー ザ・ムービー The Transformers The Movie(1986)  - サイクロナス、処刑人